# Agrilus nigrocinctus
Agrilus nigrocinctus é uma espécie de inseto do género Agrilus, família Buprestidae, ordem Coleoptera.
Foi descrita cientificamente por Saunders, em 1874.